# عصب (شهر)

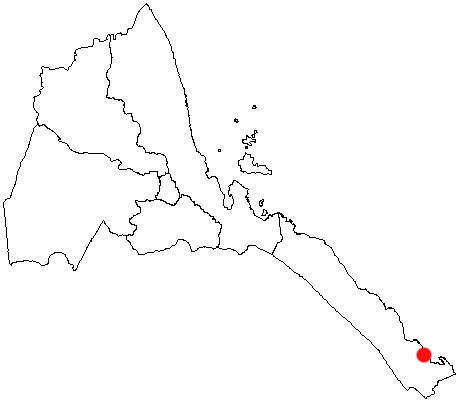
تصویری از محل شهر بندری آساب در قسمت غربی دریای سرخ.

عصب نام شهری بندری در کشور اریتره است. 
این شهر بدلیل موقعیت جغرافیایی و نزدیکی به خلیج عدن، از اهمیت استراتژیکی برخوردار است.